# Kenwood Corporation
Kenwood Corporation (en japonés: 株式会社 ケンウッド, Kabushiki-gaisha Ken'uddo) (TYO: 6765) es un fabricante japonés de equipos para radioaficionados, así como Hi-Fi y equipos de audio portátil.

## Historia
La compañía comenzó en 1946 con el nombre de "Kasuga Radio Co. Ltd". En la ciudad de Komagane, en la prefectura de Nagano, Japón. En 1960 la empresa pasó a llamarse "Trio Corporation". En 1963 fundó la primera oficina internacional de Trio, en Los Ángeles, California, EE.UU.
En la década de 1960, la Compañía de Radio LaFayette, vendió productos Trio y se centraba en equipos de CB Banda Ciudadana de 23 canales.
Sus equipos de alta fidelidad se remontan a la época de las válvulas, con su receptor estéreo y amplificadores de frecuencia que tienen 2 diales de ajuste y 2 sintonizadores separados, algunos de los cuales sintonizan un portador de múltiples emisiones de radio en AM.
La innovación en la empresa fue muy importante durante este período. Osciloscopios Trio construidos, como el popular 10 MHz CS-1562A.
Un grupo de japoneses amantes de EE.UU, compuesto por Bill Kasuga, Yoichi Nakase y George Aratani, quien también fundó Mikasa & Company, iniciaron una empresa de importación en 1961, para satisfacer su deseo de un equipo de audio de alta calidad de grabación. Llegaron a través de Trio, y comenzaron a importar sus productos electrónicos a Tokio. Durante ese período los bienes manufacturados japoneses se consideraron de baja calidad, pero Kasuga tenía fe en los productos de Trio y decidió crear un nombre que sonara bien en América. Él describió el origen de Kenwood por ser una alteración de Kenmore White, "Ken" significaba "ser" en japonés y occidental, y "Wood" (Madera), esto hacia referencia a la sustancia duradera, así como Hollywood.
El reconocimiento de la marca de Kenwood sería mayor que la de Trio, y en 1981, Trio cambió su nombre por Kenwood Corporation en 1986.
Kenwood presentó el primer sintonizador de FM de Japón y el primer amplificador de estado sólido. La compañía presentó un amplificador de señal de audio y vídeo integrado de conmutación en 1981. Este producto es visto como un precursor de los sistemas de cine de hoy en casa.

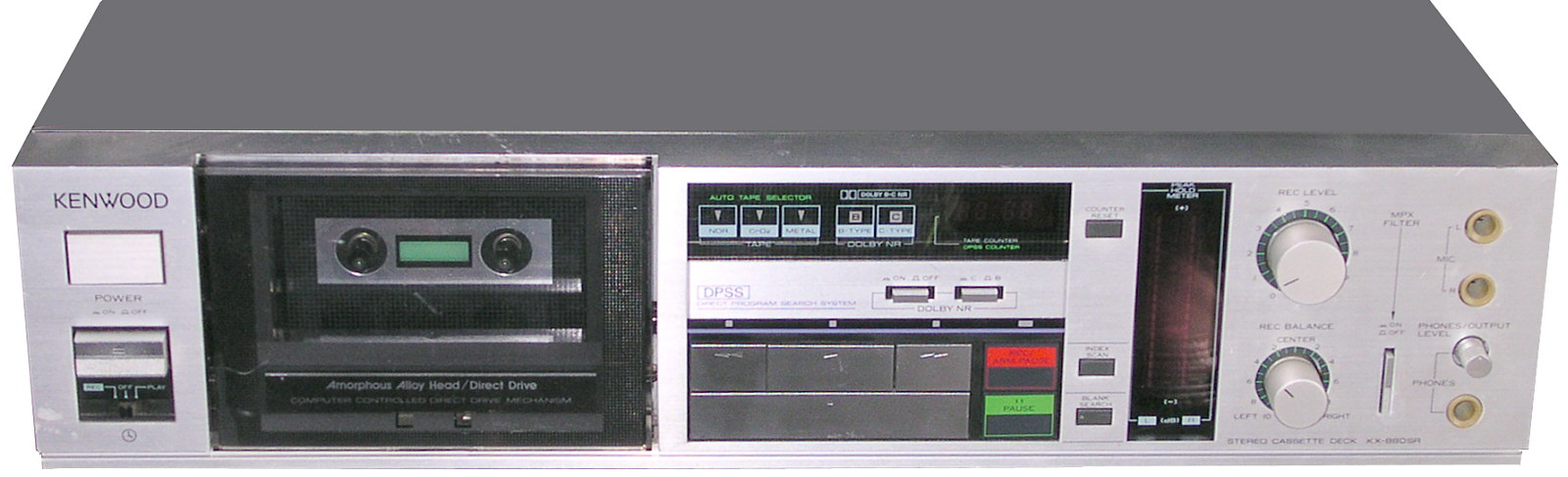
XX880SR.

En 1984, Kenwood diseñó y fabricó el primer autoestéreo antirrobo.
Kenwood presenta su línea "Sovereign" en 2001. Esta línea de alta gama compite con marcas de prestigio de otros fabricantes como Pioneer, Sony y los Technics de Matsushita. En el mercado de audio del coche, el "eXcelon" línea similar compite contra Pioneer y Sony Mobile.
En 2008, la empresa electrónica japonesa Kenwood compra JVC y forman JVC Kenwood Holdings.

## Transmisores y receptores de radioaficionado
Kenwood ha ofrecido líneas distintas de HF, VHF / UHF, los modelos portátiles de radioaficionados.
Entre las líneas de productos, el "TS" (serie de transceptores de HF) puede decirse que entre los principales productos de Kenwood. Estas radios cubren la HF (Alta Frecuencia), desde 1,8 hasta 30 MHz, y le puede permitir al usuario comunicarse con todo el mundo, a través de la voz, CW (Morse), RTTY, PSK31 o (medios digitales de comunicación), con una potencia de alrededor de 50 a 100 Watts. Estos incluían:
- TS-800: Esta serie de la década de 1970, el TS-820 fue uno de los primeros transceptores de Kenwood en lograr la aceptación generalizada en la comunidad de radioaficionados. El modelo original incluía un único VFO (oscilador de frecuencia variable), aunque un segundo VFO puede ser comprado como una opción independiente, el R-820, también estaba disponible, que permite dividir la operaciones de frecuencias. Una pantalla digital es otra opción, que estaba disponible para la adaptación del dispositivo original. Con la pantalla digital instalada, un TS-820 puede ser llamado TS-820S". Todos los futuros transceptores Kenwood HF han utilizado la "S" para indicar la presencia de una pantalla digital, aunque la función se ha convertido desde hace tiempo en el equipo estándar.

- TS-900: Esta serie salió a mediados de la década de los 80`, el TS-930 en mayor medida, el TS-940S representa un paso en las características, tamaño y costo de los 800 dólares de los modelos de la serie. Introducido alrededor de 1986, el TS-940S fue considerado un clásico de la época, que fue sucedido por el TS-950. Fue el primer modelo de Kenwood en permitir que el transceptor de HF fuera totalmente controlado por un ordenador personal (a través de cable RS-232 y una interfaz de mercado de accesorios, el SI-232). En años posteriores, esto se convirtió en equipo estándar en casi todas las radios de HF, y en algunas radios se reduciría las características de interfaz humana por completo, siendo controlada en su totalidad por un equipo remoto. El TS-950SDX fue el último de esta serie, y su receptor sigue teniendo un buen desempeño, incluso en comparación con las radios caras, mucho más nuevas.

- TS-400 series: Estos modelos que incluyen el TS-430S, TS-440S, TS-450 y TS-480, estas unidades presentaron un tamaño más pequeño, fueron operados con 12v, las baterías que significa que podrían ser utilizadas, eran adecuadas para la uso de una estación portátil, como por ejemplo durante Amateur Radio Field Day. El TS-420 fue uno de los primeros compactos que ofrecen las plataformas de HF "cobertura total", literalmente, a 1-30Mhz. El TS-440S añade la entrada de teclado directa y en su interior un Auto-sintonizador de antena. Todo por un precio muy atractivo que no se ve con los principales competidores de la época.

- TS-600: Estos modelos son fundamentalmente idénticos a sus homólogos de la serie 400, pero ofreció la banda de 6 metros como una adición. Por ejemplo, el TS-450S y el TS-690 tienen el mismo exterior y en su mayoría las mismas especificaciones, pero añadiendo la banda de 6 metros.

Otras series incluyen los 100, 500, y la nueva serie 2000. El TS-2000 es superior a todos los modelos viejos de la línea Kenwood. Incluye todas las operación de modo en HF, 6 metros, 2 metros, 70 centímetros (420 - 450 MHz), y la versión TS-2000X,tiene la banda de 23 centímetros (1,24 a 1,30 GHz). Kenwood también ofrece el TS-2000B,este es un modelo que es un transceptor sin pantalla y los controles están totalmente controlados por un ordenador remoto o una unidad de control independiente. Esto permite utilizarlo como un transceptor móvil, donde la unidad principal se encuentra en el tronco o en un área que provee espacio suficiente para albergar, posiblemente más cerca de la antena, y una unidad de control en la parte delantera del coche. Una instalación como esta permite que la unidad de control pueda ponerse más cerca del conductor y el receptor cerca de la antena con lo que se acorta el cable y se reducen las posibles interferencias.
Kenwood no ha entrado en la "caja grande" de gama alta del mercado de HF, se ha convertido en el terreno elevado en el mercado de radioaficionados. Mientras que el TS-2000 ofrece un sólido rendimiento en un paquete muy compacto, eso que faltan las características clave que se encuentran en la oferta de gama alta de ICOM y YAESU.